# Elżbieta Pałasz

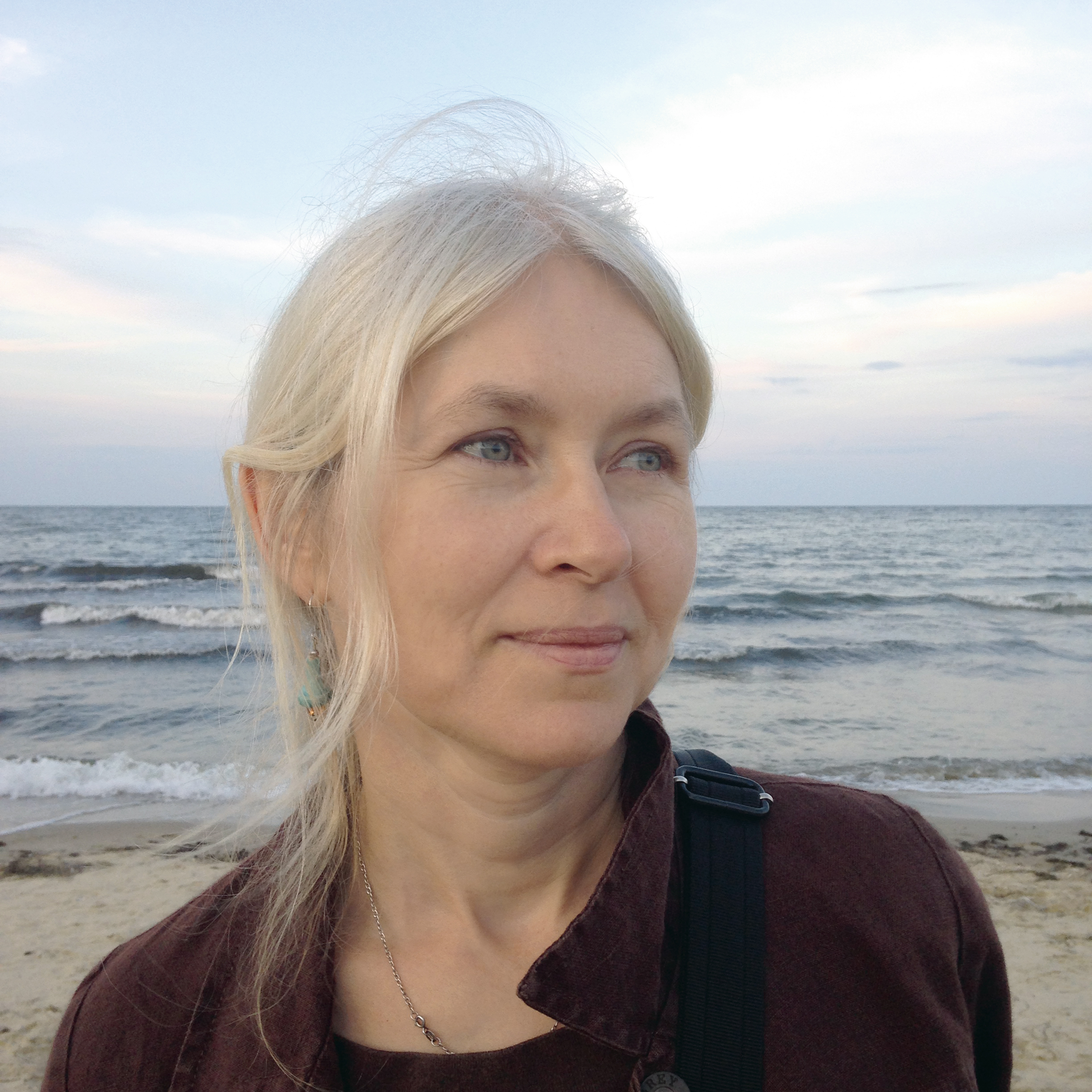
Elżbieta Pałasz

Elżbieta Pałasz (ur. 1964) – polska autorka książek dla dzieci i młodzieży, redaktorka publikacji edukacyjnych i książek o polskich grafikach.
Jest absolwentką filologii polskiej na Uniwersytecie Gdańskim. Prowadziła wydawnictwo Czarny Kot. Zaczęła od pisania opowieści w odcinkach do „Misia”, a następnie publikowała opowiadania i wiersze w „Świerszczyku”. Jest też autorką książek dla dzieci i młodzieży oraz autorką opracowań bibliofilskich edycji literatury pięknej.

## Twórczość

### Książki dla dzieci i młodzieży
- Oj, ten Wojtuś, ilustracje: Paweł Pawlak, Oficyna JP2, Gdańsk 2005 (ISBN 83-89857-15-4)
- Potwór Dyzio i Kraina Zabawy, ilustracje: Piotr Rychel, Wydawnictwo Bajka, Warszawa 2009 (ISBN 978-83-61824-02-2)
- Czy znacie Wróżkę-Czarownicę?, ilustracje: Agnieszka Żelewska, Wydawnictwo Bajka, Warszawa 2010 (ISBN 978-83-61824-21-3)
- Kacper i jego sprawy, ilustracje: Przemysław Liput, Wydawnictwo Zysk i S-ka, Poznań 2011 (ISBN 978-83-7506-659-3)
- O smoku, który lubił krówki, ilustracje: Piotr Rychel, Wydawnictwo Bajka, Warszawa 2013 (ISBN 978-83-61824-57-2)
- Pies i kot w leśnym zakątku, ilustracje: Elżbieta Jarząbek, Wydawnictwo Adamada, Gdańsk 2015 (ISBN 978-83-7420-629-7)
- Zosia, Ernest i ktoś jeszcze, ilustracje: Zuzanna Dominiak, Wydawnictwo Adamada, Gdańsk 2015 (ISBN 978-83-7420-628-0)
- Mały ślimak i wielka przygoda, ilustracje: Marianna Jagoda, Wydawnictwo Adamada, Gdańsk 2015 (ISBN 978-83-7420-613-6)
- Wiola i Broklyn, ilustracje: Piotr Rychel, Wydawnictwo Bajka, Warszawa 2015 (ISBN 978-83-61824-94-7)
- Trzy, dwa, raz, Günter Grass, ilustracje: Joanna Czaplewska, Katja Widelska, Oficyna Gdańska, Gdańsk 2015 (ISBN 978-83-64180-43-9)
- Mały rudzik i wielka przygoda, ilustracje: Marianna Jagoda, Wydawnictwo Adamada, Gdańsk 2016 (ISBN 978-83-7420-611-2)
- Szkoła dla początkujących, ilustracje: Katarzyna Jerzyk, Wydawnictwo Adamada, Gdańsk 2016 (ISBN 978-83-7420-626-6)
- Dobra robota. Ceramik, opiekunka fok i inne ciekawe zawody, ilustracje: Joanna Czaplewska, Wydawnictwo Adamada, Gdańsk 2019 (ISBN 978-83-8118-042-9)
- Jak zwyciężać mamy? Wielkie i małe bitwy Polaków, ilustracje: Joanna Czaplewska, Gdańskie Wydawnictwo Oświatowe, Gdańsk 2019 (ISBN 978-83-947432-9-1)
- Jedzcie dzieci!, czyli przecinek i spółka, ilustracje: Dominika Czerniak-Chojnacka, Dwie Siostry, Warszawa 2023 (ISBN 978-83-8150-237-5)

### Antologie
- Wiersze i opowiadania nie tylko do czytania, Wydawnictwo MAC Edukacja, Kielce 2006 (ISBN 978-8374910057)
- Opowiadania z morałem, Wydawnictwo Papilon, Poznań 2007, 2013 (ISBN 978-83-245-2342-9)
- Świerszczyk. Wielka Księga, Wydawnictwo Egmont, Warszawa 2015 (ISBN 978-83-281-0940-7)

### Książki dla dorosłych
- Słyszałem, jak sowa woła moje imię. Opowieść o Marianie Stachurskim, Janusz Górski, Elżbieta Pałasz, Więź, Warszawa 2021 (ISBN 978-83-66769-25-0)